# Hartwig Fock
Olov Hartwig Fock, född Eriksson 1 december 1890 i Klara församling i Stockholm, död 1 december 1961 i Täby, var en svensk skådespelare och teaterregissör.
Efter studentexamen 1909 fortsatte han studierna vid Dramatens elevskola. Han var från 1922 gift med skådespelerskan Greta Andersson. De är begravda på Norra begravningsplatsen utanför Stockholm.

## Filmografi i urval
- 1923 – Janne Modig
- 1923 – Hemslavinnor
- 1924 – Den förgyllda lergöken
- 1925 – Bröderna Östermans huskors
- 1930 – Fridas visor
- 1931 – Markurells i Wadköping
- 1932 – Muntra musikanter
- 1934 – Uppsagd
- 1935 – Äktenskapsleken
- 1936 – Intermezzo
- 1936 – På Solsidan
- 1936 – 65, 66 och jag
- 1936 – 33.333
- 1937 – Bergslagsfolk
- 1937 – Skicka hem nr. 7
- 1938 – Karriär
- 1939 – I dag börjar livet
- 1939 – Kadettkamrater
- 1940 – Alle man på post
- 1940 – Vi tre
- 1941 – Tänk, om jag gifter mig med prästen
- 1941 – Tåget går klockan 9
- 1942 – En äventyrare
- 1942 – Sol över Klara
- 1943 – I mörkaste Småland
- 1943 – En flicka för mej
- 1943 – I brist på bevis
- 1944 – Vi behöver varann
- 1945 – Bröderna Östermans huskors
- 1945 – Brott och Straff
- 1946 – Hotell Kåkbrinken
- 1946 – Klockorna i Gamla Sta'n
- 1946 – Begär
- 1947 – Livet i Finnskogarna
- 1948 – Hammarforsens brus
- 1949 – Sven Tusan
- 1950 – Frökens första barn
- 1951 – Livat på luckan
- 1951 – Fröken Julie
- 1952 – Åsa-Nisse på nya äventyr
- 1952 – Kalle Karlsson från Jularbo
- 1956 – Åsa-Nisse flyger i luften

## Teater

### Roller (ej komplett)
| År   | Roll                 | Produktion                                                               | Regi             | Teater                      |
| ---- | -------------------- | ------------------------------------------------------------------------ | ---------------- | --------------------------- |
| 1921 | Vindögda Per         | Halta Lena och vindögda Per Ernst Fastbom                                |                  | Tantolundens friluftsteater |
| 1922 | Vindögda Per         | Halta Lena och vindögda Per Ernst Fastbom                                |                  | Tantolundens friluftsteater |
| 1922 | Salemun              | Det stora mågakriget Walter Stenström och Nanna Wallensteen              | Walter Stenström | Tantolundens friluftsteater |
| 1925 |                      | Kärlek och landstorm Gideon Wahlberg och Walter Stenström                |                  | Tantolundens friluftsteater |
| 1926 |                      | Den däringa Dagmar Ove Ansteinsson                                       |                  | Tantolundens friluftsteater |
| 1938 | Jan Hansson vid sjön | Värmlänningarna Fredrik August Dahlgren och Andreas Randel               | Ernst Eklund     | Skansens friluftsteater     |
| 1938 |                      | Tolvskillingsoperan (Die Dreigroschenoper) Bertolt Brecht och Kurt Weill | Ernst Eklund     | Oscarsteatern               |
| 1939 | Arv, en gårdskarl    | Henrik och Pernilla (Henrik og Pernille) Ludvig Holberg                  | Arne Lydén       | Oscarsteatern               |
| 1947 | En capucinermunk     | Cyrano de Bergerac Edmond Rostand                                        | Sandro Malmquist | Oscarsteatern               |
| 1949 |                      | Som ni behagar William Shakespeare                                       | Rune Carlsten    | Skansens friluftsteater     |

### Fotnoter
1. 1 2  ”Hartwig Fock”. Svensk Filmdatabas. http://www.sfi.se/sv/svensk-filmdatabas/Item/?type=PERSON&itemid=58457&ref=%2ftemplates%2fSwedishFilmSearchResult.aspx%3fid%3d1225%26epslanguage%3dsv%26searchword%3dhartwig+fock%26type%3dPerson%26match%3dBegin%26page%3d1%26prom%3dFalse. Läst 5 augusti 2012.
2. ↑  SvenskaGravar
3. ↑  ”Teater Musik”. Dagens Nyheter:  s. 6. 3 juni 1921. http://arkivet.dn.se/arkivet/tidning/1921-06-03/146/6. Läst 18 mars 2016.
4. ↑  ”Teater Musik: Tantolundens friluftsteater”. Dagens Nyheter:  s. 6. 2 juni 1922. http://arkivet.dn.se/arkivet/tidning/1922-06-02/146/9. Läst 18 mars 2016.
5. ↑  ”Premiär i Tantolunden”. Dagens Nyheter:  s. 7. 9 juli 1922. http://arkivet.dn.se/arkivet/tidning/1922-07-09/180/7. Läst 18 mars 2016.
6. ↑  ”Friluftsteatrarnas premiär”. Dagens Nyheter:  s. 9. 31 maj 1925. http://arkivet.dn.se/arkivet/tidning/1925-05-31/145/9. Läst 17 januari 2016.
7. ↑  ”Teater och Musik”. Dagens Nyheter:  s. 9. 3 juni 1926. http://arkivet.dn.se/arkivet/tidning/1926-06-03/147/9. Läst 2 augusti 2015.
8. ↑  ”Teater, Musik, Film”. Dagens Nyheter:  s. 15. 2 juni 1938. http://arkivet.dn.se/tidning/1938-06-02/147/15. Läst 4 februari 2017.
9. ↑  ”'Tolvskillingsoperan' på Oscarsteatern. Recension av Bo Bergman”. Dagens Nyheter:  s. 1. 9 oktober 1938. https://arkivet.dn.se/tidning/1938-10-09/274/1. Läst 3 januari 2025.
10. ↑  ”Teater Musik Film”. Dagens Nyheter:  s. 11. 23 februari 1939. https://arkivet.dn.se/tidning/1939-02-23/11161-52/11. Läst 3 januari 2025.
11. ↑  ”Cyrano de Bergerac”. Musikverket. http://calmview.musikverk.se/CalmView/Record.aspx?src=CalmView.Performance&id=PERF24977&pos=26. Läst 3 juni 2015.
12. ↑  ”Skansenteatern”. Leopolds antikvariat. Arkiverad från originalet den 28 mars 2016. https://web.archive.org/web/20160328020221/http://www.abm.se/leopolds/Skansenteatern.html. Läst 19 mars 2016.